# 30代はほどほど。
『30代はほどほど。』（さんじゅうだいはほどほど）は、アルバム『Fantome』のヒットを記念して2016年12月9日に開催された、宇多田ヒカルのネットイベント。

## 背景
宇多田ヒカルは、自身の20歳の誕生日を迎えた2003年1月19日に、ネットイベント「20代はイケイケ!」を開催していた。同イベントは、ストリーミング黎明期に日本中の動画サーバーをつなげ、また国内外チャットサーバーも解放してインタラクティヴなネット中継を実現し、 延べ100万ものアクセスをサーバーを落とさず達成したその技術力が高い評価を受け、AMD AWARDから 表彰を受けるまでの歴史的なイベントとなった。また、活動休止中の2012年には、30歳の誕生日を来年に控えた宇多田は、ファンに『20代はイケイケ!』に続く『30代は××』のようなイベントの開催の予定を聞かれ、「次は…『30代はほどほど！』とか…？笑」と答えていた。
そして、2016年宇多田はアーティスト活動を再始動し、約8年半ぶりとなるニューアルバム『Fantôme』はオリコン4週連続1位を記録するなどの大ヒットとなった。これを記念して、同年11月9日、1か月後の12月9日に、本イベントが開催されることが発表された。11月18日には、同イベントに、ラッパーのKOHHと、DJ/ラッパーのPUNPEEが参加することも明かされた。。イベント当日の午前0時には、PUNPEEが宇多田の「光」をリミックスした「光 (Ray Of Hope MIX)」が2017年1月11日にリリースされることが発表された。また、本番前には、荒川静香や白石美帆、ミラクルひかるら宇多田ファンの著名人から応援コメントが寄せられた。

## ゲスト

### KOHH
アルバム『Fantome』の収録曲「忘却」で宇多田と共作、共演していた。イベント後には次のようなコメントを残した。
「歌詞間違えないでよかったっす」

### PUNPEE
以前から宇多田のファンであることを公言しており、2014年には宇多田のカバーアルバム『宇多田ヒカルのうた -13組の音楽家による13の解釈について-』のイベントに参加していた。今回のイベントへの参加は、以前から宇多田のサポートをしており今回もスタッフを務めたDJ YANATAKEを介したものだった。PUNPEEは参加が決定したときについて、「宇宙服なしで宇宙に放り込まれたみたいな感じで、でも『…あれ？ 生きてるぞ？』っていう、ふわふわした感じ。」と語った。また、本番前には宇多田やDJ YANATAKE、KOHHらとの昼食に誘われたが、「もうおそれ多すぎて。『いや、自分、1人で食べます』つって」と語り、結局宇多田とは話すことができなかったという。イベント終了後には、「DJをしていて、初めて両親の顔が浮かぶ不思議な体験をしました」とコメントした。

## 内容
本イベントは、「オープニングDJ」、「トークコーナー」、「パフォーマンス」の3部で構成されている。番組ではアルバム『Fantome』から「忘却」と「人魚」の2曲が披露された。この2曲が選ばれたのは、どちらともこの時点でまた披露されておらず、また同時にこの2曲に「クリエイターとしての根っこのようなものが如実に表れている」からだという。また、「忘却」と「人魚」を繋げるアレンジも宇多田が行った。イベント終了後、宇多田は、「最初は気軽に考えていたのですが、どんどん大きなプロジェクトになって、沢山の人が関わるようになってビックリしました。でも、おかげさまで無事に番組を終えられてよかったです。」と話した。

### 構成
- 20:30～21:00
PUNPEEによるオープニングDJ[10]。

- 21:00～　
宇多田ヒカルが大きいフレームの眼鏡をつけ、「30代はほどほど。」のロゴが書かれた白いスウェットを着て登場。Twitterにて「#30代はほどほど」のハッシュタグで募集した視聴者からの質問に宇多田が答える[10]。

- 21:30～
宇多田は眼鏡をはずし服を着替え、ピアノの前へ。KOHHが登場し、2人で「忘却」を披露[10]。

- 21:34～
「忘却」のアウトロから、レコーディングにも参加した朝川朋之のハープ演奏が始まり、そのままシームレスに「人魚」へ。宇多田はスタンドマイクの前に立ち、歌唱を始める[10]。

- パフォーマンス後
PUNPEEが「Automatic」をかけ、宇多田のデビュー18年目を祝うサプライズのケーキが、KOHHの事務所から送られる。その後、宇多田からファンへ、活動再開に際しての感謝のコメント。最後は、PUNPEEによるリミックス曲「光 (Ray Of Hope MIX)」が流れ、番組終了[10]。

## 視聴方法
| チャンネル       | 対応デバイス                     | 視聴方法               | 視聴可能地域 | 備考                                                            |
| ---------------- | -------------------------------- | ---------------------- | ------------ | --------------------------------------------------------------- |
| 3DVR             | スマートフォン（iOS/Android）    | GYAO!アプリ            | 日本国内のみ | 事前応募必要                                                    |
| 2Dマルチアングル | PC スマートフォン（iOS/Android） | GYAO!アプリ PCブラウザ | 日本国内のみ | 複数のカメラによる映像を配信、好きなカメラの映像で視聴可能      |
| 2D通常版         | PC スマートフォン（iOS/Android） | ブラウザ               | 国内外対応   | スイッチング映像のみの配信 PUNPEEによるオープニングDJが視聴可能 |

## 3DVR
本イベントでは、3DVR配信という国内初の試みがなされた。これは、特殊カメラで撮影した映像やCGで作られた360度全方位の映像が、ユーザーの目の前に現れたような感覚で体験することができるもので、「今回のイベントは技術やトレンドを反映し、“今”のインターネットを象徴した時代の最先端をいくものになるのでは」とも指摘されている。

### 背景
宇多田ヒカルはデビュー時から、ファンとのコミュニケーションの多くをインターネットを介して行ってきた。1990年代後半の「インターネット黎明期」に、当時としては先駆的だった「芸能人ブログ」を、宇多田は「Message From Hikki」として更新していた。また、2003年には上述のインターネットイベント「20代はイケイケ!」を開催し、これは、当時画期的だった100万アクセス規模のネット配信イベントとなった。配信番組を行う環境が整い始めた2010年には、活動休止前最後のライブ『WILD LIFE』を、Ustreamにて生配信。同時接続数13万、当時のUSTREAM記録である34万5千人のユニーク視聴者数を記録した
。
2016年は「VR元年」ともいわれ、PlayStation VRが発売されるなど、最新技術のVRが急激に身近なものになった年だった。スタッフによると、宇多田はインターネットを、「ファンクラブがない中での最もダイレクトなファンとのコミュニケーションの場」ととらえており、今回「ファンとの距離感をより縮める」ことを考えたときに、最新技術であるバーチャル・リアリティへのアプローチに至った。また、宇多田自身がITに明るく、新しい技術にも興味を持って接していたことが、今回の挑戦にも大きく影響したという。

### 視聴
3DVR版の視聴には事前の応募が必要で、応募するためにはYahoo! JAPAN IDが必要となる。抽選期間は11月9日0時～11月23日23時59分までで、同月24日に抽選結果が発表された。3DVR版はスマートフォン向けのGYAO!アプリで視聴でき、スマートフォンを搭載するVRスコープや、紙製のスコープを用いて視聴する。

## 再放送
本イベントは、想定を上回るアクセスの集中により、放送中に一部回線がパンク。3DVRバージョンなど、一部視聴ができなかったユーザーが出たため、12月16日に3Dと2Dで再配信された。また、再放送時は、3DVR映像が事前登録なしで視聴可能になった。公開は、2017年1月10日まで延長された。
2017年3月2～8日に行われるスペースシャワーTVによる音楽とカルチャーの祭典「TOKYO MUSIC ODYSSEY 2017」では、「SOUND＆VISION」コーナーにて、本イベントのVR映像が体験できるブースが設置された。また、4月には、スペースシャワーTVにて、同イベントのメイキング映像「behind the scene-宇多田ヒカル30代はほどほど。」が放送された。